# Paulo André Saraiva dos Santos
Paulo André Saraiva dos Santos (* 23. Juni 2000 in Brasilia) ist ein brasilianischer Tennisspieler.

## Karriere
Saraiva dos Santos war auf der ITF Junior Tour kaum aktiv und erreichte Platz 1702.
Bei den Profis spielte Saraiva dos Santos ab 2021 regelmäßig auf der drittklassigen ITF Future Tour Turniere. Im Jahr 2023 zog er das erste Mal in die Top 1000 der Weltrangliste im Einzel ein; einmal erreichte er auf der drittklassigen Future Tour ein Einzel-Halbfinale.
Im Doppel gewann er seinen ersten Titel bei einem Future in der Saison 2023, das Jahr beendete er auf Rang 364. Die darauffolgende Saison war auf der Future Tour äußerst erfolgreich, neun Titel konnte er gewinnen und rund 130 Plätze im Vergleich zum Vorjahr klettern. Auf der ATP Challenger Tour erzielte er erste Matcherfolge, aber erst 2025 in Brazzaville triumphierte er im Februar 2025 mit Mateo Barreiros Reyes das erste Mal auf dieser Turnierebene. Rang 216 ist seine bisher höchste Platzierung.

## Erfolge
| Legende (Anzahl der Siege) |
| Grand Slam                 |
| ATP Finals                 |
| ATP Tour Masters 1000      |
| ATP Tour 500               |
| ATP Tour 250               |
| ATP Challenger Tour (1)    |

### Doppel

#### Turniersiege
| Nr. | Datum            | Turnier     | Belag | Partner               | Finalgegner                        | Ergebnis         |
| --- | ---------------- | ----------- | ----- | --------------------- | ---------------------------------- | ---------------- |
| 1.  | 23. Februar 2025 | Brazzaville | Sand  | Mateo Barreiros Reyes | Geoffrey Blancaneaux Maxime Chazal | 6:4, 1:6, [10:8] |